# Prémio Literário José Saramago
O Prémio Literário José Saramago, instituído pela Fundação Círculo de Leitores em 1999, é atribuído a uma obra literária, escrita em língua portuguesa por jovens autores, cuja primeira edição tenha sido publicada num país da lusofonia.
O Prémio celebra a atribuição do Prémio Nobel da Literatura de 1998 ao escritor português José Saramago, tem uma periodicidade bienal e o valor pecuniário do prémio é de 25 mil euros. O júri é composto por 5 a 10 elementos de reconhecido mérito no âmbito cultural.
Segundo o Regulamento, «O Prémio distingue uma obra literária no domínio da ficção, romance ou novela, escrita em língua portuguesa, por um escritor com idade não superior a 40 anos, cuja primeira edição tenha sido publicada em qualquer país da lusofonia, excluindo obras póstumas.» Desde de 2021 o regulamento inclui escritores até 40 anos de idade à data de publicação da obra a concurso.

## Vencedores
| Ano  | Obra                           | Autor                  | país de nacionalidade |
| ---- | ------------------------------ | ---------------------- | --------------------- |
| 1999 | Natureza Morta                 | Paulo José Miranda     | Portugal              |
| 2001 | Nenhum Olhar                   | José Luís Peixoto      | Portugal              |
| 2003 | Sinfonia em Branco             | Adriana Lisboa         | Brasil                |
| 2005 | Jerusalém                      | Gonçalo M. Tavares     | Portugal              |
| 2007 | O Remorso de Baltazar Serapião | Q2509574               | Portugal              |
| 2009 | As Três Vidas                  | João Tordo             | Portugal              |
| 2011 | Os Malaquias                   | Andréa del Fuego       | Brasil                |
| 2013 | Os Transparentes               | Ondjaki                | Angola                |
| 2015 | As Primeiras Coisas            | Bruno Vieira Amaral    | Portugal              |
| 2017 | A Resistência                  | Julián Fuks            | Brasil                |
| 2019 | Pão de Açúcar                  | Afonso Reis Cabral     | Portugal              |
| 2022 | Dor Fantasma                   | Rafael Gallo           | Brasil                |
| 2024 | Morramos ao menos no porto     | Francisco Mota Saraiva | Portugal              |